# Рікардо Кабот
Рікардо Кабот (ісп. Ricardo Cabot, 7 лютого 1949) — іспанський хокеїст на траві.
Срібний призер Олімпійських Ігор 1980 року, учасник 1976, 1984 років.